# Festa teen
A festa teen, vem da expressão norte-americana "teenager" que se refere à faixa etária que vai dos 13 aos 17 anos. Trata-se de uma festa que tem hora marcada para iniciar e para terminar. Geralmente é preparada com base no gosto do aniversariante, ao estilo festa temática, com balada. É um mercado com potencial muito grande para os promoters e DJs.
Há diversas festas teen pelo Brasil, sendo as mais conhecidas;
Vogue Teen, Royalle Club, Easy Teen e Realize Social Club.